# Kleopatra I
Kleopatra I (ur. 204 p.n.e., zm. 176 p.n.e.) – królowa Egiptu, współpanowała ze swoim mężem Ptolemeuszem V Epifanesem od 194 p.n.e., a od 180 p.n.e.–176 p.n.e. panowała jako regentka w imieniu syna Ptolemeusza VI. 
Córka Antiocha III Wielkiego i Laodiki III. Matka Ptolemeusza VI Filometora, Ptolemeusz VIII Euergetesa II Fyskona i Kleopatry II.
Poślubienie przez Kleopatrę Ptolemeusza V w 194 roku p.n.e. było aktem politycznym, potwierdzającym pokój zawarty między państwem Seleucydów Antiocha III a Egiptem Ptolemeusza V i zapewniającym neutralność Egiptu w spodziewanej wojnie Antiocha z Rzymem. Ale nie tylko to było powodem zawarcia tego związku. Żądny władzy i ziemi Antioch miał nadzieję, że w przyszłości całe terytorium Egiptu przejdzie pod panowanie Seleucydów. Nie stało się tak, ponieważ Kleopatra stanęła po stronie swojego męża. A kiedy wybuchła wojna między Antiochem III a Rzymianami, Egipt stanął po stronie Rzymu.
Po śmierci męża, jako regentka niepełnoletniego syna, Kleopatra sprawowała samodzielnie władzę w Egipcie, prowadząc umiarkowaną politykę i zachowując pokój z Syrią oraz dobre stosunki z Rzymem. Przez poddanych darzona była miłością i głębokim szacunkiem, nikt się nie sprzeciwiał też jej samodzielnej regencji.

## Tytulatura
- gr. – basilissa Kleopatra I - królowa Kleopatra
- egip. – Klupatrat

|                         |    |    |    |    |          |         |
| \| \| \| \| \| \| \| \| |    |    |    |    |          |         |
|                         |    |    |    |    |          |         |
| N29 · E23               | V4 | Q3 | G1 | X1 | D21 · G1 | X1 · H8 |

| N29 · E23 | V4 | Q3 | G1 | X1 | D21 · G1 | X1 · H8 |

|                         |    |    |    |    |          |         |
| \| \| \| \| \| \| \| \| |    |    |    |    |          |         |
|                         |    |    |    |    |          |         |
| N29 · E23               | V4 | Q3 | G1 | X1 | D21 · G1 | X1 · H8 |

| N29 · E23 | V4 | Q3 | G1 | X1 | D21 · G1 | X1 · H8 |